# Efoulan (Yaoundé)
Pour les articles homonymes, voir Efoulan (homonymie).
Efoulan est un quartier du sud de la ville de Yaoundé au Cameroun situé dans l’arrondissement de Yaoundé 3. Efoulan est limité à l’est par les quartiers Nsam et Dakar, au nord par la mission catholique de Mvolyé, au sud par Obobogo et à l’ouest par le quartier Nsimeyong.

## Histoire
C’est au quartier Efoulan que le chef supérieur Charles Atangana a érigé son palais résidentiel. Charles Atangana, chef supérieur des Ewondo et des Bene, voit s’établir autour de son palais à Mvolyé, des hommes et femmes  de toutes conditions et de tribus diverses. Beaucoup étaient venus avant 1914 à la recherche d’une intercession ou d’une protection. Charles Atangana est désigné juge et président de l’'arbitrage indigène", institution créée en 1911 par les Allemands.
Le siège de ce tribunal est domicilié à Mvolyé qui, de ce fait, devient un lieu de rassemblement des populations. Très vite, la localité se transforme en un véritable creuset humain, une terre d’accueil et de rencontre de toutes les coutumes et sensibilités ethniques du pays.
Aujourd’hui à Efoulan, la résidence royale de Charles Atangana est encore solide grâce aux travaux de restauration effectués par la défunte princesse Marie-Thérèse Assiga, ancien chef supérieur des Ewondo.

## Étymologie
« Efulan » a une appellation d’origine Mvog Atemengue et Mvolyé. Ce mot a deux significations. Soit « rassemblement », soit « ressemblance », en fonction des accents utilisés pour la prononciation. Le chef supérieur Charles Atangana lui a finalement donné le sens de « carrefour des nations, lieu de rassemblement des peuples, brassage des populations d’origines diverses ».

## Population
Efoulan regorge en grande partie des autochtones Ewondo. Les peuples venus d’ailleurs s’y sont installés au fil des années. 

## Éducation
Le quartier Efoulan regorge aujourd’hui d’établissements d’enseignement primaire et secondaire, tant du secteur public que privé. L’un des plus emblématiques est l’école publique d’Efoulan. Il existe également un lycée de Nsam-Efoulan, un établissement d’enseignement général. 

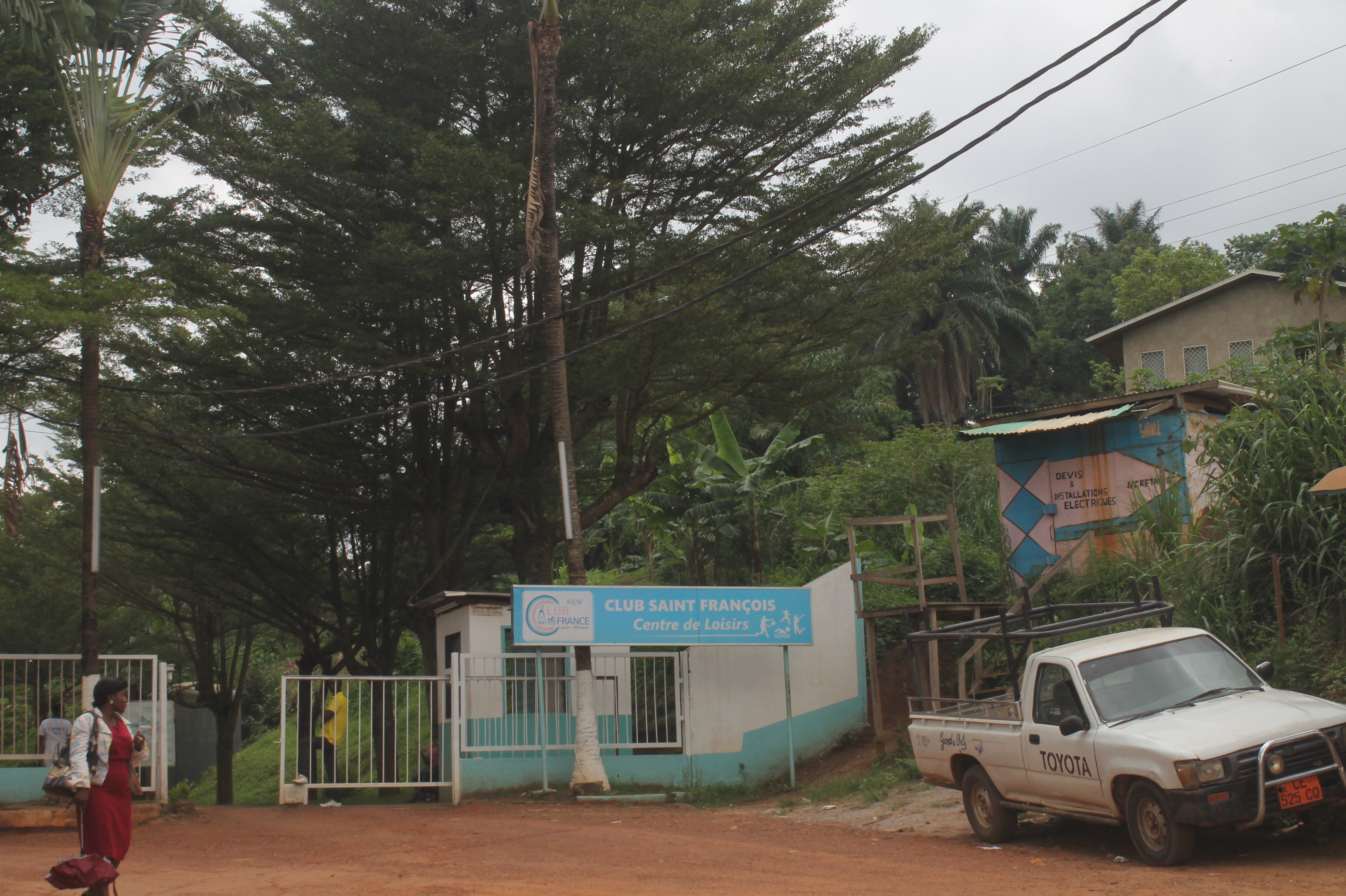
L'entrée du Club France à Efoulan

Le quartier abrite également quelques établissements d’enseignement privé.

## Santé
Efoulan abrite également un hôpital public, l’hôpital de district d’Efoulan. Des cliniques privées sont également ouvertes dans ce quartier de Yaoundé.

## Religion
- La chapelle catholique romaine Saints Charles et Martin d'Efoulan
- Des églises pentecôtistes

## Services administratifs
- Sous-préfecture du 3e arrondissement
- Mairie de Yaoundé 3
- Commissariat de sécurité publique
- Brigade de gendarmerie
- Centre Divisionnaire des Impôts Yaoundé 3ème

## Activités économiques
Ce quartier dispose d’un petit marché de vivres frais (légumes, fruits) et de quelques espaces de grillades (porc braisé et poulet) et de détente (snack-bars). On y retrouve également une grande laverie moderne.